# العلاقات الأسترالية الكيريباتية
العلاقات الأسترالية الكيريباتية هي العلاقات الثنائية التي تجمع بين أستراليا وكيريباتي.

## مقارنة بين البلدين
هذه مقارنة عامة ومرجعية للدولتين:
| وجه المقارنة                                              | أستراليا                                   | كيريباتي                        |
| --------------------------------------------------------- | ------------------------------------------ | ------------------------------- |
| المساحة (كم2)                                             | 7.69 مليون                                 | 811                             |
| عدد السكان (نسمة)                                         | 24.51 مليون                                | 116.40 ألف                      |
| الكثافة السكانية (ن./كم²)                                 | 3.19                                       | 14.35 ألف                       |
| العاصمة                                                   | كانبرا، ملبورن                             | جنوب تاراوا                     |
| اللغة الرسمية                                             | لغة إنجليزية                               | لغة إنجليزية، اللغة الكيريباتية |
| العملة                                                    | دولار أسترالي، جنيه إسترليني، جنيه أسترالي | دولار كريباتي، دولار أسترالي    |
| الناتج المحلي الإجمالي (بليون دولار)                      | 1.32 تريليون                               | 196.15 مليون                    |
| الناتج المحلي الإجمالي (تعادل القوة الشرائية) بليون دولار | 1.10 تريليون                               | 224.26 مليون                    |
| الناتج المحلي الإجمالي الاسمي للفرد دولار أمريكي          | 56.31 ألف                                  | 1.42 ألف                        |
| الناتج المحلي الإجمالي للفرد دولار أمريكي                 | 45.92 ألف                                  | 1.81 ألف                        |
| مؤشر التنمية البشرية                                      | 0.939                                      | 0.590                           |
| رمز المكالمات الدولي                                      | +61                                        | +686                            |
| رمز الإنترنت                                              | .au                                        | .ki                             |
| المنطقة الزمنية                                           |                                            |                                 |

## منظمات دولية مشتركة
يشترك البلدان في عضوية مجموعة من المنظمات الدولية، منها:
| علم المنظمة | اسم المنظمة                   | تاريخ انضمام أستراليا | تاريخ انضمام كيريباتي |
| ----------- | ----------------------------- | --------------------- | --------------------- |
|             | الاتحاد البريدي العالمي       | ?                     | ?                     |
|             | بنك التنمية الآسيوي           | 1966                  | 1974                  |
|             | يونسكو                        | 4 نوفمبر 1946         | 24 أكتوبر 1989        |
|             | البنك الدولي للإنشاء والتعمير | 5 أغسطس 1947          | 29 سبتمبر 1986        |
|             | دول الكومنولث                 | ?                     | ?                     |
|             | الاتحاد الدولي للاتصالات      | 27 مايو 1878          | 3 نوفمبر 1986         |
|             | مؤسسة التمويل الدولية         | 20 يوليو 1956         | 2 أكتوبر 1986         |
|             | الأمم المتحدة                 | 1 نوفمبر 1945         | 14 سبتمبر 1999        |
|             | مؤسسة التنمية الدولية         | 24 سبتمبر 1960        | 2 أكتوبر 1986         |
|             | منظمة حظر الأسلحة الكيميائية  | ?                     | ?                     |

## وصلات خارجية
- موقع وزارة الخارجية الأسترالية